# 42 cm Gamma Mörser
42 cm Gamma Mörser là tên một loại pháo tự hành siêu nặng do Krupp phát triển cho lực lượng quân đội đế quốc Đức và Đức Quốc xã.Gamma Mörser được lắp nòng pháo 42 cm Kurze Marinekanone L/16(một loại nòng pháo hải quân).Suốt thời gian thế chiến I, Gamma rất ít được sử dụng nhưng đến năm 1939-khi thế chiến II bùng nổ, Gamma Mörser được tái sử dụng để bắn phá pháo đài Maginot Line, Sevastopol và thủ đô Ba Lan trong trận nổi loạn Warsaw.

## Thiết kế
Trước thế chiến I, tập đoàn vũ khí Krupp bắt đầu một sê-ri sản xuất các loại pháo tự hành siêu nặng nhằm công phá những pháo đài vững chắc và bắn phá tàu thuyền.Gamma là tên của dự án thứ 3 nằm trong sê-ri pháo siêu nặng. Tất cả số pháo nằm trong dự án Gamma đều được trang bị pháo Bettungsgeschütz, bệ sắt lớn bằng hợp kim.Một số mẫu trong dự án Gamma còn được lắp thử nghiệm trên đường ray tàu hỏa(giống pháo nặng nhất mọi thời đại Gustav).
Giống như các phiên bản trước, Gamma Mörser cũng được lắp ráp bộ khóa nòng tự động, hệ thống đẩy đạn bằng báng sau.Đầu đạn của Gamma có sức công phá lớn với hơn 886 kg bom. Hiện tại còn một bức ảnh về Gamma Mörser, trong bức ảnh bệ sắt bằng hợp kim có kích thước khá lớn.Gamma được di chuyển và lắp ráp bởi 10 toa tàu với hơn 101 quân nhân tham gia lắp ráp.

## Lịch sử hoạt động
Rất khó nói về số lượng Gamma được sản xuất nhưng theo một số tài liệu Đức Quốc xã thì có khoảng 10 chiếc đã được triển khai lắp ráp và phát triển.Nhưng hiện tại chỉ còn một chiếc còn sót lại.Gamma Mörser và Karl(một loại pháo tự hành siêu nặng khác) có tham gia công phá pháo đài Maginot Line.Maginot Line sau khi bị tấn công 2 giờ, toàn bộ phần trên bị đổ hoàn toàn và hơn 1000 lính Pháp bị thiệt mạng.Trong trận bao vây Sevastopol, Gamma Mörser được di chuyển bằng đường sắt cùng với Gustav, thành phố sau khi bắn bị sụp đổ hoàn toàn, không một toà nhà nào còn nguyên vẹn.Gamma được tận dụng lần cuối trong trận nổi loạn Warsaw, năm 1944.

## Loại đạn sử dụng
- Trong thế chiến I, 42 cm Gamma Mörser được chỉ thị sử dụng loại đạn HE(nặng 886 kg)-gia tốc 370 m/s và một loại đạn nhẹ hơn(nặng khoảng 760 kg).Tiền thân của Gamma là Big Bertha cũng có những tính năng tương tự.
- Trong thế chiến II, Gamma Mörser sử dụng loại đạn mới có tên 42 cm Sprgr Be, có khả năng xuyên bê tông dày.42 cm Sprgr Be nặng 1003 kg(2210 Ib).